# Kerstin

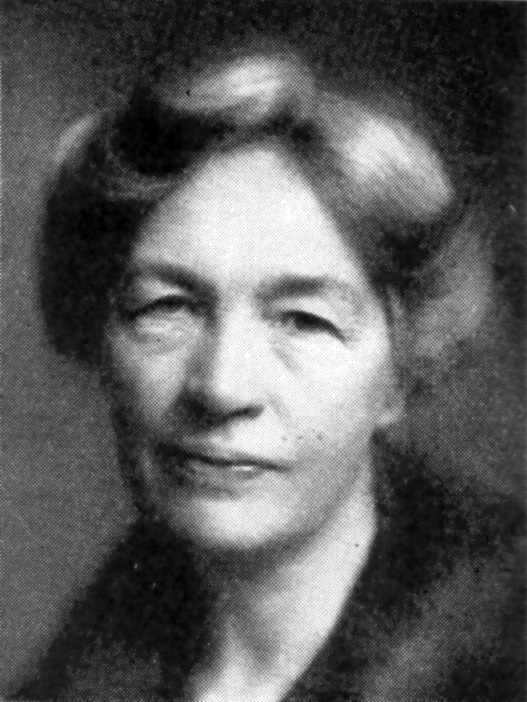
Kerstin Hesselgren.

Kerstin är ett kvinnonamn och en gammal svensk form av det latinska namnet Kristina, egentligen Christina, som betyder den kristna. Namnet har i olika stavningsvarianter (Kjerstin, Kierstin, Kersti etc.) använts i Sverige sedan 1500-talet.
Äldsta belägg i Sverige, år 1535.
Det var mycket vanligt bland de nyfödda från 1930-talet fram till 1950-talet och därför ganska ovanligt som tilltalsnamn bland de yngre idag. 31 december 2005 fanns det totalt 94 772 personer i Sverige med namnet, varav 62 716 med det som tilltalsnamn. År 2003 fick 290 flickor namnet, varav 33 fick det som tilltalsnamn. Namnet har dock ökat i popularitet under 2000-talet, år 2021 fick 81 flickor namnet Kerstin som tilltalsnamn.
Namnsdag i Sverige: 24 juli, (1993-2000: 10 juni). I den finlandssvenska namnsdagslängden har Kerstin namnsdag 24 juli sedan starten 1929, då en egen namnsdagskalender togs i bruk för finlandssvenskar.

## Personer med namnet Kerstin
- Kerstin Alm, åländsk politiker (c)
- Kerstin Anér, psalmförfattare, forskare, riksdagsledamot (fp)
- Kerstin Behrendtz, musikredaktör och radioproducent
- Kjerstin Dellert, operasångerska
- Kirsten Dunst, amerikansk-tysk skådespelare
- Kerstin Ekman, författare
- Kerstin Engle, riksdagsledamot (s)
- Kerstin Forslund, vissångerska, som artist även känd som endast Kerstin
- Kerstin Gellerman, politiker (fp)
- Kerstin Granlund, medlem i Galenskaparna och After Shave
- Kjerstin Göransson-Ljungman, författare, arkitekt och konstnär
- Kerstin Haglö, riksdagsledamot (s)
- Kerstin Hallert, journalist och TV-kritiker
- Kerstin Hallroth, konstnär
- Kerstin Hesselgren, den första kvinnan i riksdagens första kammare
- Kerstin Johansson i Backe, författare
- Kerstin Koorti, advokat i Stockholm
- Kerstin Lundgren, riksdagsledamot (c)
- Kerstin Meyer, operasångerska
- Kerstin Nerbe, dirigent och kompositör
- Kjerstin Norén, författare och proggmusiker
- Kerstin Palm, florettfäktare
- Kerstin Sundh, författare
- Kerstin Thorvall, författare
- Kerstin Tidelius, skådespelare
- Kerstin Vinterhed, journalist, fackboksförfattare och präst
- Kerstin Widgren, skådespelare